# Liga Profesional de Béisbol Colombiano 2022-23
La Liga Profesional de Béisbol Colombiano 2022-23 fue la cuadragésimo séptima edición del béisbol invernal profesional en Colombia.

## Novedades
- Gigantes de Barranquilla pidió el aval de Diprobéisbol para no participar esta temporada debido a problemas económicos.[2]
- Toros de Sincelejo regresa tras 2 temporadas, pero no jugarán en Sincelejo debido a los arreglos del estadio 20 de enero, harán de local en el estadio Édgar Rentería de la ciudad de Barranquilla.
- Getsemaní de Cartagena iba a debutar en esta temporada, pero faltando una semana para el inicio del torneo, se retiró por falta de patrocinadores.[3]

## Sistema de juego
- Temporada regular: Se jugará del 11 de noviembre del 2022 hasta el 8 de enero del 2023, cada equipo jugará 42 partidos. El líder clasifica a la final, mientras que el 2° y 3° jugarán semifinales.
- Semifinales: Se enfrentarán el 2° vs 3°, se jugarán al mejor de 5 juegos.
- Final: La final se jugará al mejor de 7 duelos. El campeón clasificará a la Serie del Caribe 2023.

## Equipos participantes
| Equipo                   | Fundación | Ciudad       | Estadio                    | Capacidad |
| ------------------------ | --------- | ------------ | -------------------------- | --------- |
| Caimanes de Barranquilla | 1984      | Barranquilla | Estadio Édgar Rentería     | 12 000    |
| Toros de Sincelejo       | 2004      | Barranquilla | Estadio Édgar Rentería     | 12 000    |
| Vaqueros de Montería     | 2019      | Montería     | Estadio Dieciocho de Junio | 11 000    |
| Tigres de Cartagena      | 1996      | Cartagena    | Estadio Once de Noviembre  | 12 000    |

## Temporada regular
| Pos | Equipo                   | J  | V  | D  | Avg  | PD |
| --- | ------------------------ | -- | -- | -- | ---- | -- |
| 1.  | Tigres de Cartagena      | 42 | 28 | 14 | .667 | 0  |
| 2.  | Vaqueros de Montería     | 42 | 27 | 15 | .643 | 1  |
| 3.  | Caimanes de Barranquilla | 42 | 23 | 19 | .548 | 5  |
| 4.  | Toros de Sincelejo       | 42 | 6  | 36 | .143 | 22 |

|  | Clasificado a la final.    |
|  | Clasificado a semifinales. |
|  | Eliminado del torneo.      |

### Resultados
| Semana 1 - 11 al 13 de noviembre | Semana 1 - 11 al 13 de noviembre | Semana 1 - 11 al 13 de noviembre | Semana 1 - 11 al 13 de noviembre | Semana 1 - 11 al 13 de noviembre | Semana 1 - 11 al 13 de noviembre | Semana 1 - 11 al 13 de noviembre |
| Visitante                        | Resultado                        | Local                            | Estadio                          | Fecha                            | Hora                             | TV                               |
| -------------------------------- | -------------------------------- | -------------------------------- | -------------------------------- | -------------------------------- | -------------------------------- | -------------------------------- |
| Tigres                           | 3 : 2                            | Vaqueros                         | 18 de Junio                      | 11 de noviembre                  | 19:00                            | Sin TV                           |
| Toros                            | 7 : 2                            | Caimanes                         | Édgar Rentería                   | 11 de noviembre                  | 19:00                            | Telecaribe/RR. SS. LPB           |
| Caimanes                         | 8 : 4                            | Toros                            | Édgar Rentería                   | 12 de noviembre                  | 16:00                            | Telecaribe/RR. SS. LPB           |
| Tigres                           | 5 : 8                            | Vaqueros                         | 18 de Junio                      | 12 de noviembre                  | 18:00                            | Sin TV                           |
| Tigres                           | 8 : 3                            | Vaqueros                         | 18 de Junio                      | 13 de noviembre                  | 16:00                            | Sin TV                           |
| Toros                            | 4 : 7                            | Caimanes                         | Édgar Rentería                   | 13 de noviembre                  | 16:00                            | Telecaribe/RR. SS. LPB           |

| Semana 2 - 15 al 20 de noviembre | Semana 2 - 15 al 20 de noviembre | Semana 2 - 15 al 20 de noviembre | Semana 2 - 15 al 20 de noviembre | Semana 2 - 15 al 20 de noviembre | Semana 2 - 15 al 20 de noviembre | Semana 2 - 15 al 20 de noviembre |
| Visitante                        | Resultado                        | Local                            | Estadio                          | Fecha                            | Hora                             | TV                               |
| -------------------------------- | -------------------------------- | -------------------------------- | -------------------------------- | -------------------------------- | -------------------------------- | -------------------------------- |
| Caimanes                         | 18 : 15                          | Tigres                           | 11 de Noviembre                  | 15 de noviembre                  | 19:00                            | Sin TV                           |
| Toros                            | 1 : 7                            | Vaqueros                         | 18 de Junio                      | 15 de noviembre                  | 19:00                            | Sin TV                           |
| Tigres                           | 13 : 2                           | Caimanes                         | Édgar Rentería                   | 16 de noviembre                  | 19:00                            | Telecaribe PLUS/RR. SS. LPB      |
| Toros                            | 8 : 9                            | Vaqueros                         | 18 de Junio                      | 16 de noviembre                  | 19:00                            | Sin TV                           |
| Vaqueros                         | 5 : 10                           | Caimanes                         | Édgar Rentería                   | 18 de noviembre                  | 19:00                            | Telecaribe/RR. SS. LPB           |
| Vaqueros                         | 4 : 3                            | Toros                            | Édgar Rentería                   | 19 de noviembre                  | 16:00                            | Telecaribe/RR. SS. LPB           |
| Caimanes                         | 8 : 5                            | Tigres                           | 11 de Noviembre                  | 19 de noviembre                  | 16:00                            | Sin TV                           |
| Vaqueros                         | 2 : 3                            | Caimanes                         | Édgar Rentería                   | 20 de noviembre                  | 16:00                            | Telecaribe/RR. SS. LPB           |
| Toros                            | 3 : 10                           | Tigres                           | 11 de Noviembre                  | 20 de noviembre                  | 16:00                            | Sin TV                           |

| Semana 3 - 22 al 27 de noviembre | Semana 3 - 22 al 27 de noviembre | Semana 3 - 22 al 27 de noviembre | Semana 3 - 22 al 27 de noviembre | Semana 3 - 22 al 27 de noviembre | Semana 3 - 22 al 27 de noviembre | Semana 3 - 22 al 27 de noviembre |
| Visitante                        | Resultado                        | Local                            | Estadio                          | Fecha                            | Hora                             | TV                               |
| -------------------------------- | -------------------------------- | -------------------------------- | -------------------------------- | -------------------------------- | -------------------------------- | -------------------------------- |
| Caimanes                         | 15 : 4                           | Toros                            | Édgar Rentería                   | 22 de noviembre                  | 19:00                            | Telecaribe PLUS/RR. SS. LPB      |
| Vaqueros                         | 2 : 12                           | Tigres                           | 11 de Noviembre                  | 22 de noviembre                  | 19:00                            | Sin TV                           |
| Toros                            | 6 : 7                            | Caimanes                         | Édgar Rentería                   | 23 de noviembre                  | 19:00                            | Telecaribe PLUS/ RR. SS. LPB     |
| Vaqueros                         | 4 : 3                            | Tigres                           | 11 de Noviembre                  | 23 de noviembre                  | 19:00                            | Sin TV                           |
| Caimanes                         | 4 : 8                            | Vaqueros                         | 18 de Junio                      | 25 de noviembre                  | 19:00                            | Sin TV                           |
| Tigres                           | 24 : 0                           | Toros                            | Édgar Rentería                   | 25 de noviembre                  | 19:30                            | Telecaribe/RR. SS. LPB           |
| Toros                            | 13 : 6                           | Tigres                           | 11 de Noviembre                  | 26 de noviembre                  | 16:00                            | Sin TV                           |
| Caimanes                         | 16 : 2                           | Vaqueros                         | 18 de Junio                      | 26 de noviembre                  | 18:00                            | Sin TV                           |
| Toros                            | 3 : 4                            | Tigres                           | 11 de Noviembre                  | 26 de noviembre                  | 19:00                            | Sin TV                           |
| Caimanes                         | 2 : 3                            | Vaqueros                         | 18 de Junio                      | 27 de noviembre                  | 16:00                            | Sin TV                           |
| Tigres                           | 7 : 6                            | Toros                            | Édgar Rentería                   | 27 de noviembre                  | 16:00                            | Telecaribe/RR. SS. LPB           |

| Semana 4 - 29 de noviembre al 4 de diciembre | Semana 4 - 29 de noviembre al 4 de diciembre | Semana 4 - 29 de noviembre al 4 de diciembre | Semana 4 - 29 de noviembre al 4 de diciembre | Semana 4 - 29 de noviembre al 4 de diciembre | Semana 4 - 29 de noviembre al 4 de diciembre | Semana 4 - 29 de noviembre al 4 de diciembre |
| Visitante                                    | Resultado                                    | Local                                        | Estadio                                      | Fecha                                        | Hora                                         | TV                                           |
| -------------------------------------------- | -------------------------------------------- | -------------------------------------------- | -------------------------------------------- | -------------------------------------------- | -------------------------------------------- | -------------------------------------------- |
| Vaqueros                                     | 8 : 10                                       | Tigres                                       | 11 de Noviembre                              | 29 de noviembre                              | 19:00                                        | Sin TV                                       |
| Caimanes                                     | 1 : 6                                        | Toros                                        | Édgar Rentería                               | 29 de noviembre                              | 19:00                                        | Telecaribe PLUS/RR. SS. LPB                  |
| Vaqueros                                     | 9 : 6                                        | Tigres                                       | 11 de Noviembre                              | 30 de noviembre                              | 19:00                                        | Sin TV                                       |
| Toros                                        | 2 : 6                                        | Caimanes                                     | Édgar Rentería                               | 30 de noviembre                              | 19:00                                        | Telecaribe PLUS/RR. SS. LPB                  |
| Caimanes                                     | 12 : 3                                       | Tigres                                       | 11 de Noviembre                              | 2 de diciembre                               | 19:00                                        | Sin TV                                       |
| Vaqueros                                     | 4 : 5                                        | Toros                                        | Édgar Rentería                               | 2 de diciembre                               | 19:30                                        | Telecaribe/RR. SS. LPB                       |
| Vaqueros                                     | 0 : 6                                        | Caimanes                                     | Édgar Rentería                               | 3 de diciembre                               | 16:00                                        | Telecaribe/RR. SS. LPB                       |
| Toros                                        | 9 : 0                                        | Tigres                                       | 11 de Noviembre                              | 3 de diciembre                               | 16:00                                        | Sin TV                                       |
| Vaqueros                                     | 5 : 3                                        | Toros                                        | Édgar Rentería                               | 4 de diciembre                               | 16:00                                        | Telecaribe/RR. SS. LPB                       |
| Caimanes                                     | 10 : 11                                      | Tigres                                       | 11 de Noviembre                              | 4 de diciembre                               | 18:00                                        | Sin TV                                       |

| Semana 5 - 5 al 11 de diciembre | Semana 5 - 5 al 11 de diciembre | Semana 5 - 5 al 11 de diciembre | Semana 5 - 5 al 11 de diciembre | Semana 5 - 5 al 11 de diciembre | Semana 5 - 5 al 11 de diciembre | Semana 5 - 5 al 11 de diciembre |
| Visitante                       | Resultado                       | Local                           | Estadio                         | Fecha                           | Hora                            | TV                              |
| ------------------------------- | ------------------------------- | ------------------------------- | ------------------------------- | ------------------------------- | ------------------------------- | ------------------------------- |
| Vaqueros                        | 13 : 3                          | Caimanes                        | Édgar Rentería                  | 5 de diciembre                  | 19:00                           | Telecaribe PLUS/RR. SS. LPB     |
| Toros                           | 0 : 7                           | Tigres                          | 11 de Noviembre                 | 5 de diciembre                  | 19:00                           | Sin TV                          |
| Caimanes                        | 10 : 2                          | Tigres                          | 11 de Noviembre                 | 6 de diciembre                  | 19:00                           | Sin TV                          |
| Toros                           | 5 : 13                          | Vaqueros                        | 18 de Junio                     | 9 de diciembre                  | 19:00                           | Sin TV                          |
| Tigres                          | 4 : 7                           | Caimanes                        | Édgar Rentería                  | 9 de diciembre                  | 19:30                           | Telecaribe/RR. SS. LPB          |
| Caimanes                        | 8 : 9                           | Tigres                          | 11 de Noviembre                 | 10 de diciembre                 | 16:00                           | Sin TV                          |
| Vaqueros                        | 22 : 7                          | Toros                           | 18 de Junio                     | 10 de diciembre                 | 16:00                           | Sin TV                          |
| Toros                           | 9 : 10                          | Vaqueros                        | 18 de Junio                     | 10 de diciembre                 | 19:00                           | Sin TV                          |
| Tigres                          | 9 : 11                          | Caimanes                        | Édgar Rentería                  | 11 de diciembre                 | 16:00                           | Telecaribe/RR. SS. LPB          |
| Toros                           | 6 : 11                          | Vaqueros                        | 18 de Junio                     | 11 de diciembre                 | 16:00                           | Sin TV                          |

| Semana 6 - 13 al 18 de diciembre | Semana 6 - 13 al 18 de diciembre | Semana 6 - 13 al 18 de diciembre | Semana 6 - 13 al 18 de diciembre | Semana 6 - 13 al 18 de diciembre | Semana 6 - 13 al 18 de diciembre | Semana 6 - 13 al 18 de diciembre |
| Visitante                        | Resultado                        | Local                            | Estadio                          | Fecha                            | Hora                             | TV                               |
| -------------------------------- | -------------------------------- | -------------------------------- | -------------------------------- | -------------------------------- | -------------------------------- | -------------------------------- |
| Caimanes                         | 8 : 4                            | Vaqueros                         | 18 de Junio                      | 13 de diciembre                  | 19:00                            | Sin TV                           |
| Toros                            | 0 : 12                           | Tigres                           | 11 de Noviembre                  | 13 de diciembre                  | 19:00                            | Sin TV                           |
| Caimanes                         | 1 : 6                            | Vaqueros                         | 18 de Junio                      | 14 de diciembre                  | 19:00                            | Sin TV                           |
| Tigres                           | 3 : 2                            | Toros                            | Édgar Rentería                   | 14 de diciembre                  | 19:00                            | Telecaribe PLUS/RR. SS. LPB      |
| Tigres                           | 14 : 11                          | Vaqueros                         | 18 de Junio                      | 16 de diciembre                  | 19:00                            | Sin TV                           |
| Caimanes                         | 0 : 3                            | Toros                            | Édgar Rentería                   | 16 de diciembre                  | 20:00                            | Telecaribe/RR. SS. LPB           |
| Toros                            | 4 : 5                            | Caimanes                         | Édgar Rentería                   | 17 de diciembre                  | 16:00                            | Telecaribe/RR. SS. LPB           |
| Tigres                           | 1 : 6                            | Vaqueros                         | 18 de Junio                      | 17 de diciembre                  | 18:00                            | Sin TV                           |
| Tigres                           | 6 : 15                           | Vaqueros                         | 18 de Junio                      | 18 de diciembre                  | 16:00                            | Sin TV                           |
| Caimanes                         | 10 : 1                           | Toros                            | Édgar Rentería                   | 18 de diciembre                  | 16:00                            | Telecaribe/RR. SS. LPB           |

| Semana 7 - 20 al 23 de diciembre | Semana 7 - 20 al 23 de diciembre | Semana 7 - 20 al 23 de diciembre | Semana 7 - 20 al 23 de diciembre | Semana 7 - 20 al 23 de diciembre | Semana 7 - 20 al 23 de diciembre | Semana 7 - 20 al 23 de diciembre       |
| Visitante                        | Resultado                        | Local                            | Estadio                          | Fecha                            | Hora                             | TV                                     |
| -------------------------------- | -------------------------------- | -------------------------------- | -------------------------------- | -------------------------------- | -------------------------------- | -------------------------------------- |
| Vaqueros                         | 5 : 0                            | Toros                            | Édgar Rentería                   | 20 de diciembre                  | 19:00                            | Telecaribe PLUS/Win Sports/RR. SS. LPB |
| Caimanes                         | 7 : 8                            | Tigres                           | 11 de Noviembre                  | 20 de diciembre                  | 19:00                            | Sin TV                                 |
| Vaqueros                         | 0 : 13                           | Tigres                           | 11 de Noviembre                  | 21 de diciembre                  | 19:00                            | Sin TV                                 |
| Caimanes                         | 13 : 9                           | Toros                            | Édgar Rentería                   | 21 de diciembre                  | 19:00                            | Telecaribe PLUS/Win Sports/RR. SS. LPB |
| Vaqueros                         | 9 : 13                           | Tigres                           | 11 de Noviembre                  | 22 de diciembre                  | 19:00                            | Sin TV                                 |
| Toros                            | 7 : 8                            | Caimanes                         | Édgar Rentería                   | 22 de diciembre                  | 19:00                            | Telecaribe PLUS/RR. SS. LPB            |
| Vaqueros                         | 2 : 7                            | Tigres                           | 11 de Noviembre                  | 23 de diciembre                  | 19:00                            | Sin TV                                 |
| Caimanes                         | 6 : 1                            | Toros                            | Édgar Rentería                   | 23 de diciembre                  | 20:00                            | Telecaribe/RR. SS. LPB                 |

| Semana 8 - 27 al 30 de diciembre | Semana 8 - 27 al 30 de diciembre | Semana 8 - 27 al 30 de diciembre | Semana 8 - 27 al 30 de diciembre | Semana 8 - 27 al 30 de diciembre | Semana 8 - 27 al 30 de diciembre | Semana 8 - 27 al 30 de diciembre       |
| Visitante                        | Resultado                        | Local                            | Estadio                          | Fecha                            | Hora                             | TV                                     |
| -------------------------------- | -------------------------------- | -------------------------------- | -------------------------------- | -------------------------------- | -------------------------------- | -------------------------------------- |
| Toros                            | 3 : 7                            | Vaqueros                         | 18 de Junio                      | 27 de diciembre                  | 19:00                            | Sin TV                                 |
| Tigres                           | 8 : 5                            | Caimanes                         | Édgar Rentería                   | 27 de diciembre                  | 19:00                            | Telecaribe PLUS/Win Sports/RR. SS. LPB |
| Toros                            | 5 : 15                           | Vaqueros                         | 18 de Junio                      | 28 de diciembre                  | 19:00                            | Sin TV                                 |
| Tigres                           | 11 : 8                           | Caimanes                         | Édgar Rentería                   | 28 de diciembre                  | 19:00                            | Telecaribe PLUS/Win Sports/RR. SS. LPB |
| Caimanes                         | 3 : 8                            | Vaqueros                         | 18 de Junio                      | 29 de diciembre                  | 19:00                            | Sin TV                                 |
| Tigres                           | 4 : 1                            | Toros                            | Édgar Rentería                   | 29 de diciembre                  | 19:00                            | Telecaribe PLUS/Win Sports/RR. SS. LPB |
| Caimanes                         | 4 : 8                            | Vaqueros                         | 18 de Junio                      | 30 de diciembre                  | 19:00                            | Sin TV                                 |
| Tigres                           | 18 : 5                           | Toros                            | Édgar Rentería                   | 30 de diciembre                  | 19:30                            | Telecaribe/Win Sports/RR. SS. LPB      |

| Semana 9 - 3 al 8 de enero | Semana 9 - 3 al 8 de enero | Semana 9 - 3 al 8 de enero | Semana 9 - 3 al 8 de enero | Semana 9 - 3 al 8 de enero | Semana 9 - 3 al 8 de enero | Semana 9 - 3 al 8 de enero             |
| Visitante                  | Resultado                  | Local                      | Estadio                    | Fecha                      | Hora                       | TV                                     |
| -------------------------- | -------------------------- | -------------------------- | -------------------------- | -------------------------- | -------------------------- | -------------------------------------- |
| Tigres                     | 10 : 4                     | Caimanes                   | Édgar Rentería             | 3 de enero                 | 15:00                      | Telecaribe/Win Sports/RR. SS. LPB      |
| Vaqueros                   | 9 : 3                      | Toros                      | Édgar Rentería             | 3 de enero                 | 19:30                      | Telecaribe PLUS/Win Sports/RR. SS. LPB |
| Tigres                     | 8 : 3                      | Toros                      | Édgar Rentería             | 4 de enero                 | 14:00                      | Telecaribe/Win Sports/RR. SS. LPB      |
| Vaqueros                   | 5 : 4                      | Caimanes                   | Édgar Rentería             | 4 de enero                 | 19:00                      | Telecaribe PLUS/Win Sports/RR. SS. LPB |
| Vaqueros                   | 13 : 1                     | Caimanes                   | Édgar Rentería             | 5 de enero                 | 14:00                      | Telecaribe/Win Sports/RR. SS. LPB      |
| Tigres                     | 3 : 0                      | Toros                      | Édgar Rentería             | 5 de enero                 | 19:00                      | Telecaribe PLUS/Win Sports/RR. SS. LPB |
| Tigres                     | 4 : 1                      | Caimanes                   | Édgar Rentería             | 6 de enero                 | 14:00                      | Telecaribe/Win Sports/RR. SS. LPB      |
| Vaqueros                   | 17 : 1                     | Toros                      | Édgar Rentería             | 6 de enero                 | 19:30                      | Telecaribe PLUS/Win Sports/RR. SS. LPB |
| Vaqueros                   | 3 : 4                      | Caimanes                   | Édgar Rentería             | 7 de enero                 | 14:00                      | Telecaribe/Win Sports/RR. SS. LPB      |
| Toros                      | 3 : 5                      | Tigres                     | 11 de Noviembre            | 7 de enero                 | 16:00                      | Sin TV                                 |
| Toros                      | 1 : 13                     | Caimanes                   | Édgar Rentería             | 8 de enero                 | 16:00                      | Telecaribe/Win Sports/RR. SS. LPB      |
| Tigres                     | 5 : 7                      | Vaqueros                   | 18 de Junio                | 8 de enero                 | 18:00                      | Sin TV                                 |

## Fase final
|  | Semifinal | Semifinal | Semifinal |          |   | Final | Final | Final |  |
|  |           |           |           |          |   |       |       |       |  |
|  |           |           |           |          |   |       |       |       |  |
|  |           |           |           |          |   |       |       |       |  |
|  |           |           |           |          |   |       |       |       |  |
|  |           |           |           |          |   |       |       |       |  |
|  |           | Tigres    | Tigres    | 1        |   |       |       |       |  |
|  |           |           |           | 1        |   |       |       |       |  |
|  |           |           | Vaqueros  | Vaqueros | 4 |       |       |       |  |
|  | 3         | Caimanes  | Vaqueros  | Vaqueros | 4 | 2     |       |       |  |
|  | 3         | Caimanes  |           |          |   | 2     |       |       |  |
|  | 2         | Vaqueros  | 3         |          |   |       |       |       |  |
|  | 2         | Vaqueros  | 3         |          |   |       |       |       |  |
|  |           |           |           |          |   |       |       |       |  |

| Semifinal - 10 al 15 de enero | Semifinal - 10 al 15 de enero | Semifinal - 10 al 15 de enero | Semifinal - 10 al 15 de enero | Semifinal - 10 al 15 de enero | Semifinal - 10 al 15 de enero | Semifinal - 10 al 15 de enero     |
| Visitante                     | Resultado                     | Local                         | Estadio                       | Fecha                         | Hora                          | TV                                |
| ----------------------------- | ----------------------------- | ----------------------------- | ----------------------------- | ----------------------------- | ----------------------------- | --------------------------------- |
| Caimanes                      | 3 : 6                         | Vaqueros                      | 18 de Junio                   | 10 de enero                   | 19:00                         | Telecaribe/Win Sports/RR. SS. LPB |
| Caimanes                      | 0 : 1                         | Vaqueros                      | 18 de Junio                   | 11 de enero                   | 19:00                         | Telecaribe/Win Sports/RR. SS. LPB |
| Vaqueros                      | 1 : 6                         | Caimanes                      | Édgar Rentería                | 13 de enero                   | 19:30                         | Telecaribe/Win Sports/RR. SS. LPB |
| Vaqueros                      | 5 : 6                         | Caimanes                      | Édgar Rentería                | 14 de enero                   | 16:00                         | Telecaribe/RR. SS. LPB            |
| Caimanes                      | 4 : 5                         | Vaqueros                      | Dieciocho de Junio            | 15 de enero                   | 19:00                         | Telecaribe/Win Sports/RR. SS. LPB |

| Final - 17 al 25 de enero | Final - 17 al 25 de enero | Final - 17 al 25 de enero | Final - 17 al 25 de enero | Final - 17 al 25 de enero | Final - 17 al 25 de enero | Final - 17 al 25 de enero         |
| Visitante                 | Resultado                 | Local                     | Estadio                   | Fecha                     | Hora                      | TV                                |
| ------------------------- | ------------------------- | ------------------------- | ------------------------- | ------------------------- | ------------------------- | --------------------------------- |
| Vaqueros                  | 5 : 1                     | Tigres                    | Once de Noviembre         | 17 de enero               | 19:00                     | Telecaribe/Win Sports/RR. SS. LPB |
| Vaqueros                  | 7 : 8                     | Tigres                    | Once de Noviembre         | 18 de enero               | 19:00                     | Telecaribe/Win Sports/RR. SS. LPB |
| Tigres                    | 4 : 5                     | Vaqueros                  | Dieciocho de Junio        | 20 de enero               | 19:30                     | Telecaribe/Win Sports/RR. SS. LPB |
| Tigres                    | 4 : 6                     | Vaqueros                  | Dieciocho de Junio        | 21 de enero               | 17:00                     | Telecaribe/Win Sports/RR. SS. LPB |
| Tigres                    | 4 : 7                     | Vaqueros                  | Dieciocho de Junio        | 22 de enero               | 17:00                     | Telecaribe/Win Sports/RR. SS. LPB |

| Colombia                                    |
| Campeón Vaqueros de Montería Segundo título |